# 23 avril 1961
Le dimanche 23 avril 1961 est le 113e jour de l'année 1961.

## Naissances
- Terry Gordy (mort le 16 juillet 2001), catcheur américain

- Alain Chevrier, joueur professionnel de hockey sur glace canadien
- Pierluigi Martini, pilote automobile italien
- George Lopez, humoriste, acteur et animateur de talk show américain
- Dirk Bach, comédien allemand
- Andreï Kourkov, écrivain ukrainien de langue russe
- John Olver, joueur de rugby à XV anglais
- Noppadon Pattama, homme politique thaïlandais
- Frank Lippmann, joueur et entraîneur de football allemand
- Jock Callander, joueur professionnel de hockey sur glace canadien

## Autres événements
- Sortie française du film Le vent se lève
- Création de Honeyrêves pour flûte et piano
- Lancement de la chaîne Monte Carlo TV
- Discours de Charles de Gaulle faisant suite au putsch des généraux à Alger